# Trường Giang (nghệ sĩ)
Võ Vũ Trường Giang (sinh ngày 20 tháng 4 năm 1983), thường được biết đến với nghệ danh Trường Giang, là một nam diễn viên, nghệ sĩ hài, nhạc sĩ kiêm người dẫn chương trình truyền hình người Việt Nam. Anh được đánh giá là một trong những diễn viên Việt Nam xuất sắc nhất trong thế hệ của mình.

## Tiểu sử
Trường Giang tên khai sinh là Võ Vũ Trường Giang, anh sinh ngày 20 tháng 4 năm 1983 tại Long Thành, Đồng Nai, nhưng quê gốc ở Tam Kỳ, Quảng Nam.
Là con kế út trong một gia đình nghèo khó có sáu anh chị em (bốn trai, hai gái); chị cả là Võ Thị Hoàng Yến, anh trai là Võ Quang Vũ, dưới Trường Giang có một em gái. Cha mẹ và họ hàng nội ngoại của Trường Giang quê quán ở Tam Kỳ, Quảng Nam. Học xong trung học, Trường Giang thi vào trường Sư phạm Đồng Nai nhưng không đỗ. Sau đó, anh đăng ký học trường Sân khấu Điện ảnh nhưng nhiều lần bị đuổi học vì không có tiền đóng học phí. Năm 2007, sau một lần đóng thế vai quần chúng của một người bạn, anh được cố nghệ sĩ Hữu Lộc phát hiện và cho gia nhập sân khấu kịch Nụ cười Mới.

## Sự nghiệp
Sau vài năm ở Nụ cười Mới, tháng 7 năm 2011 đánh dấu bước ngoặt sự nghiệp của Trường Giang, khi anh được nam ca sĩ Đàm Vĩnh Hưng mời viết kịch bản và diễn trong tiểu phẩm hài Khó ở liveshow Bước chân miền Trung. Trong vai diễn Mười Khó, anh gây ấn tượng mạnh cho khán giả qua hình ảnh ông già Quảng Nam khó tính nhưng duyên dáng, hài hước. Sau vai diễn này, tên tuổi của Trường Giang bắt đầu được công chúng biết đến, anh thực hiện nhiều minishow ăn khách, diễn chung với các nghệ sĩ nổi tiếng như Hoài Linh, Chí Tài, Trấn Thành, Việt Hương và tham gia các chương trình truyền hình thực tế. Cũng từ vai diễn này mà anh còn được công chúng gọi với biệt danh Mười Khó.
Năm 2015 là một năm thành công của Trường Giang. Ở lĩnh vực phim ảnh, anh góp mặt trong hai dự án đình đám: Lật Mặt (thu về 25 tỷ đồng sau một tuần công chiếu) và 49 Ngày (thu về 15 tỷ đồng sau 3 ngày công chiếu). Với thành công của bộ phim 49 Ngày, Trường Giang được báo chí phong tặng danh hiệu "hoàng tử phòng vé" của điện ảnh Việt. Không chỉ đóng phim, Trường Giang còn xuất hiện trong nhiều chương trình truyền hình như Ơn giời cậu đây rồi!, Bí mật đêm Chủ Nhật và Hội ngộ danh hài. Anh còn dẫn các chương trình thực tế như Bước nhảy ngàn cân, Chung sức, Thiên đường ẩm thực, Ca sĩ giấu mặt, Giọng ải giọng ai và Mặt nạ ngôi sao. Đặc biệt, Trường Giang đã có tổ chức liveshow đầu tiên mang tên "Chàng hề xứ Quảng" sau 8 năm bước vào nghề diễn hài. Ngày 23 tháng 1 năm 2016 anh đã nhận được 2 Giải Mai Vàng cho 2 hạng mục "Nam diễn viên hài" và "Nam diễn viên sân khấu".
Tại lễ trao Giải Mai Vàng 2016 vào ngày 20 tháng 1 năm 2017, Trường Giang đã chiến thắng bốn giải tại bốn hạng mục mà anh được đề cử: "Nam diễn viên sân khấu", "Diễn viên hài", "Nam diễn viên điện ảnh/phim truyền hình" và "Người dẫn chương trình".
Tại lễ trao Giải Mai Vàng 2017 vào ngày 18 tháng 1 năm 2018, anh nhận 2 giải "Nam diễn viên sân khấu" và "Diễn viên hài", Trường Giang còn được vinh danh trong "Top 10 nghệ sĩ của năm".

## Đời tư
Trường Giang và diễn viên Nhã Phương bắt đầu yêu nhau khi đóng chung phim 49 Ngày (2015). Cả hai yêu nhau trong ba năm thì quyết định làm đám cưới. Chiều 24 tháng 8 năm 2018, Trường Giang đã làm lễ đính hôn với Nhã Phương, buổi lễ được thắt chặt an ninh tối đa. Chiều 25 tháng 9 năm 2018 lúc 14 giờ, Trường Giang và Nhã Phương đã làm lễ rước dâu. Tối cùng ngày lúc 18 giờ cả hai làm đám cưới tại Trung tâm Hội nghị Gem Center. Tháng 8 năm 2019 (tức là gần 1 năm sau khi kết hôn), Nhã Phương tiết lộ đã sinh một bé gái tên là Destiny (Võ Thanh Thiên Ý) sau một thời gian dài giấu kín. Tháng 4 năm 2023 nhân dịp sinh nhật tuổi 40, Trường Giang và Nhã Phương nhận được tin mừng sắp có thêm em bé thứ 2 là một bé trai và đã ra đời vào tháng 10 với tên là Hope.
Hiện anh là chủ quán Cơm quê Mười Khó ở 3 địa điểm: 27 Trần Quốc Thảo, phường 6 (nay là phường Võ Thị Sáu), quận 3; 08 Nguyễn Văn Trỗi, phường 17, quận Phú Nhuận; 20 Song Hành, phường An Phú, thành phố Thủ Đức (quận 2 cũ).
Vào ngày 20 tháng 5 năm 2019, Trường Giang và Nhã Phương đã quyết tâm "chơi lớn" bằng một buổi tiệc mừng tuổi mới tại khách sạn Vinpearl Luxury Landmark 81 - được coi là khách sạn cao nhất Đông Nam Á hiện nay. Đây cũng là dịp để bà xã Trường Giang công bố vai trò mới là đồng sở hữu thương hiệu Tâm Beauty Clinic, sau 10 năm hoạt động nghệ thuật.

## Ca khúc sáng tác
- Không trước thì sau em cũng đi (Lâm Chấn Khang)
- Xóa tên người tình (Lâm Hùng)
- Bắt cá hai tay (Lâm Hùng)
- Một tình yêu hai ngã rẽ (Vy Thúy Vân - Vương Kiệt)
- Rồi em sẽ hiểu lòng tôi (Trịnh Tuấn Vỹ)
- Vỡ (Đức Phúc)
- Không nhất thiết phải cùng nhau (Anh Tú Atus)
- Vợ anh số 2 (Trường Giang)

## Các vở hài tiêu biểu
| Năm  | Tên                                       | Nhân vật           | Tác giả                 | Bạn diễn                                        |
| ---- | ----------------------------------------- | ------------------ | ----------------------- | ----------------------------------------------- |
| 2007 | Bụi đời teen                              | Tuấn Anh           | Lê Bình                 | Hoàng Mèo, Long Đẹp Trai,...                    |
| 2011 | Khó                                       | Mười Khó           | Trường Giang            | Hoài Linh, Đàm Vĩnh Hưng, Cẩm Ly                |
| 2012 | Ai sợ ai                                  | Tám                | Lê Bình                 | Hoài Linh, Hồng Nga,...                         |
| 2013 | Osin là ông nội                           | Cực                | Trường Giang            | Hoài Linh, Chí Tài,...                          |
| 2013 | Oan gia                                   | Năm                | Trường Giang            | Tấn Bo, Thu Trang,...                           |
| 2014 | Đèn thần                                  | Giang              | Trường Giang            | Hoài Linh, Chí Tài,...                          |
| 2014 |                                           | Hoài Linh, Nam Thư | Trường Giang            |                                                 |
| 2014 |                                           |                    | Chí Tài, Nhật Cường,... |                                                 |
| 2014 | Vợ chồng thằng Đậu                        | Đậu                |                         | Phi Nhung, Trung Dân,...                        |
| 2014 | Sinh nghề tử nghiệp                       | Tí                 | Trường Giang            | Hứa Minh Đạt                                    |
| 2015 | Chuyến xe ngày tết                        |                    | Trường Giang            | Lâm Vỹ Dạ, Thanh Tân,...                        |
| 2015 | Ông Tào ông Lao                           | Chín               | Trường Giang            | Chí Tài                                         |
| 2015 | Trở về                                    | Ba                 | Trường Giang            | Hoài Linh, Dương Ngọc Thái,...                  |
| 2015 | Lệ Tủm đi thi                             | Lệ Tủm             | Trường Giang            | Lâm Vỹ Dạ                                       |
| 2015 | Một trái tim hai tiếng hát                | Vỹ Dạ              | Lâm Vỹ Dạ               | Hoài Linh, Lâm Vỹ Dạ,...                        |
| 2015 | Mưa chiều miền Trung                      |                    |                         | Cẩm Ly, Anh Vũ                                  |
| 2015 | Ánh sáng cuộc đời                         | Trần Minh          | Hoàng Song Việt         | Hồng Nga, Hồ Ngọc Trinh                         |
| 2015 | Tình trai bèo - Chàng hề xứ Quảng 1       | Nhái               | Trường Giang            | Chí Tài, Giang Hồng Ngọc                        |
| 2015 | Món quà Noel - Chàng hề xứ Quảng 1        | Bèo                | Trường Giang            | Nhật Cường, Lâm Vỹ Dạ,...                       |
| 2015 | Xóm nhiều chuyện - Chàng hề xứ Quảng 1    | Chín Xà Mâu        | Trường Giang            | Cát Phượng, Thu Trang,...                       |
| 2015 | Khó 2 - Chàng hề xứ Quảng 1               | Mười Khó           | Trường Giang            | Hoài Linh, Đàm Vĩnh Hưng,...                    |
| 2016 | Con tôi là giám đốc - Chàng hề xứ Quảng 2 | Thái (Bố)          | Trường Giang            | Thu Trang, Tiến Luật, Hoàng Mèo, Chung Gia Linh |
| 2016 | Ai rồi cũng già - Chàng hề xứ Quảng 2     | Ông bố             | Trường Giang            | Chí Tài, Hoàng Sơn, Lâm Vỹ Dạ, Chung Gia Linh   |
| 2016 | Đời không như là mơ - Chàng hề xứ Quảng 2 | Ông Tơ             | Trường Giang            | Trấn Thành, Cát Phượng, Kiều Minh Tuấn          |

## Chương trình truyền hình

### Chương trình trên các đài truyền hình
| Năm  | Tên chương trình                           | Vai trò                              |
| ---- | ------------------------------------------ | ------------------------------------ |
| 2012 | Tám thời chín sự - HTV2                    | Diễn viên                            |
| 2013 | Hội ngộ danh hài - HTV7                    | Diễn viên                            |
| 2013 | Ai thông minh hơn học sinh lớp 5? - VTV3   | Người chơi                           |
| 2014 | Ơn giời cậu đây rồi! - VTV3                | Trưởng phòng                         |
| 2014 | Ai dám hát - HTV7                          | Người chơi                           |
| 2014 | Tài tiếu tuyệt - HTV2                      | Diễn viên hài                        |
| 2014 | Cười là thua - HTV7                        | Người chơi                           |
| 2014 | Hội ngộ danh hài - HTV7                    | Diễn viên hài                        |
| 2014 | Người bí ẩn - HTV7                         | Khách mời                            |
| 2014 | Tôi là người chiến thắng - HTV7            | Người chơi                           |
| 2014 | Đi tìm ẩn số - HTV7                        | Người chơi                           |
| 2015 | Chung sức - HTV7                           | MC cùng với Hari Won                 |
| 2015 | Hội ngộ danh hài - HTV7                    | Diễn viên                            |
| 2015 | Cười là thua - HTV7                        | Người chơi                           |
| 2015 | Người bí ẩn - HTV7                         | Khách mời                            |
| 2015 | Hóa đơn may mắn - VTV9                     | MC                                   |
| 2015 | Bí mật đêm Chủ Nhật - HTV7                 | Diễn viên                            |
| 2015 | Thiên đường ẩm thực - HTV7                 | MC                                   |
| 2015 | Hoán đổi - VTV3                            | Bình luận viên                       |
| 2015 | Ca sĩ giấu mặt - THVL'1'                   | MC cùng với Ngọc Diệp                |
| 2015 | Bước nhảy ngàn cân - VTV3                  | MC cùng với Ngọc Diệp                |
| 2015 | Cười xuyên Việt - THVL1                    | Giám khảo                            |
| 2015 | Cùng nhau tỏa sáng - THVL1                 | Giám khảo                            |
| 2015 | Ơn giời cậu đây rồi! - VTV3                | Trưởng phòng                         |
| 2016 | Cười xuyên Việt - THVL1                    | Khách mời                            |
| 2016 | Lần đầu tôi kể - HTV2                      | Khách mời                            |
| 2016 | Hội quán Tiếu Lâm - THVL1                  | Người giải cứu                       |
| 2016 | Đấu trường tiếu lâm - THVL & HTV           | Huấn luyện viên & Giám khảo          |
| 2016 | Ai cũng bật cười - HTV2                    | Diễn viên                            |
| 2016 | Siêu bất ngờ - HTV7                        | MC                                   |
| 2016 | Thiên đường ẩm thực - HTV7                 | MC                                   |
| 2016 | Tuyệt chiêu siêu diễn - HTV7               | Giám khảo                            |
| 2016 | Kỳ tài thách đấu - HTV7                    | MC                                   |
| 2016 | Thách thức danh hài - HTV7                 | Giám khảo                            |
| 2016 | Giọng ải giọng ai - HTV7                   | Bình luận viên                       |
| 2016 | Siêu hài nhí - HTV7                        | MC                                   |
| 2016 | Ca sĩ giấu mặt - THVL1                     | MC                                   |
| 2017 | Mặt nạ ngôi sao - HTV7                     | Bình luận viên                       |
| 2017 | Ơn giời cậu đây rồi! - VTV3                | MC (tập 7) & Trưởng phòng            |
| 2017 | Thiên đúờng ẩm thực - HTV7                 | MC                                   |
| 2017 | Thách thức danh hài - HTV7                 | Giám khảo                            |
| 2017 | Siêu bất ngờ - HTV7                        | MC                                   |
| 2017 | Bí mật đêm Chủ Nhật - HTV7                 | Diễn viên                            |
| 2017 | Kỳ tài thách đấu - HTV7                    | MC & Thành viên chính                |
| 2017 | Ca sĩ giấu mặt - THVL1                     | MC                                   |
| 2017 | Giọng ải giọng ai - HTV7                   | Bình luận viên                       |
| 2018 | 7 nụ cười xuân - HTV7                      | MC                                   |
| 2018 | Nhanh như Chớp - HTV7                      | MC                                   |
| 2018 | Thiên đường ẩm thực - HTV7                 | MC                                   |
| 2018 | Thách thức danh hài - HTV7                 | Giám khảo                            |
| 2018 | Siêu bất ngờ - HTV7                        | MC                                   |
| 2018 | Giọng ải giọng ai - HTV7                   | Bình luận viên                       |
| 2018 | Khi đàn ông mang bầu - VTV3                | Thí sinh                             |
| 2018 | Ơn giời cậu đây rồi! - VTV3                | Trưởng phòng                         |
| 2018 | MCountdown-Mnet                            | Khách mời                            |
| 2019 | Ô hay, gì thế này - VTV3                   | MC (12 tập đầu); Người chơi (tập 13) |
| 2019 | Nhanh như chớp - HTV7                      | MC                                   |
| 2019 | Tường lửa - VTV3                           | MC                                   |
| 2019 | Kỳ tài thách đấu - HTV7                    | MC & Thành viên chính                |
| 2019 | Thiên đường ẩm thực - HTV7                 | MC                                   |
| 2019 | Thách thức danh hài - HTV7                 | Giám khảo                            |
| 2019 | Người bí ẩn - HTV7                         | MC                                   |
| 2019 | Đưa em về nhà - HTV2                       | MC                                   |
| 2019 | Ai là số 1? - HTV2                         | MC                                   |
| 2019 | 7 nụ cười xuân - HTV7                      | MC                                   |
| 2019 | Ơn giời cậu đây rồi - VTV3                 | Trưởng phòng                         |
| 2020 | Chọn ngay đi - VTV3                        | MC                                   |
| 2020 | Chọn ai đây - HTV7                         | MC                                   |
| 2020 | Giọng ải giọng ai - HTV7                   | Bình luận viên                       |
| 2020 | Sóng VieON - HTV2                          | MC                                   |
| 2020 | Ơn giời cậu đây rồi - VTV3                 | Trưởng phòng                         |
| 2020 | Kỳ tài thách đấu - HTV7                    | MC                                   |
| 2020 | Bếp vui bùng vị - HTV2                     | MC                                   |
| 2020 | Tường lửa - VTV3                           | MC                                   |
| 2020 | Nhanh như chớp - HTV7                      | MC                                   |
| 2020 | Thiên đường ẩm thực - HTV7                 | MC                                   |
| 2020 | Siêu bất ngờ - HTV7                        | MC                                   |
| 2020 | 7 nụ cười xuân - HTV7                      | MC                                   |
| 2021 | Nhanh như chớp - HTV7                      | MC                                   |
| 2021 | Lạ lắm à nha (mùa 1) - VTV3                | MC                                   |
| 2021 | Running Man Việt Nam - Chơi là chạy - HTV7 | Thành viên chính (Mùa 2)             |
| 2021 | 7 nụ cười xuân - HTV7                      | MC                                   |
| 2022 | 2 ngày, 1 đêm (mùa 1) - HTV7               | Thành viên chính                     |
| 2022 | Nhanh như chớp (mùa 4) - HTV7              | MC                                   |
| 2022 | Thời tới rồi - HTV7                        | MC                                   |
| 2023 | Hành trình rực rỡ - VTV3                   | Thành viên chính                     |
| 2023 | Lạ lắm à nha (mùa 2) - VTV3                | MC                                   |
| 2023 | 2 ngày, 1 đêm (mùa 2) - HTV7               | Thành viên chính                     |
| 2023 | Cuối tuần tuyệt vời - VTV3                 | MC                                   |
| 2024 | Nhanh như chớp (mùa 5) - HTV7              | MC                                   |
| 2024 | 7 nụ cười xuân - HTV7                      | MC                                   |
| 2024 | 2 ngày, 1 đêm (mùa 3) - HTV7               | Thành viên chính                     |
| 2024 | Siêu sao siêu sales - HTV7                 | MC                                   |
| 2024 | Bậc thầy săn thưởng - HTV7 & QPVN          | MC                                   |
| 2025 | 2 ngày, 1 đêm (mùa 4) - HTV7               | Thành viên chính                     |

### Phim truyền hình
| Năm  | Tựa phim            | Vai diễn             | Kênh    |
| ---- | ------------------- | -------------------- | ------- |
| 2007 | Nắng vài dữ         | Thái Đạt             | HTV9    |
| 2010 | Chuyện ngày xưa     | Bảo                  | TodayTV |
| 2011 | Sự thật vô hình     | Khách mời            | THVL1   |
| 2013 | Vòng tròn 12 số     | Hoàng Phi            | VTV9    |
| 2013 | Túm cổ đại gia      | Việt                 | HTV9    |
| 2014 | Độc thân tuổi 30    | Tuấn Tú              | TodayTV |
| 2014 | Hợp đồng scandal    | Quản lý của Bảo Tiên | SCTV14  |
| 2014 | Đam mê nghiệt ngã   | Hồi                  | VTV3    |
| 2014 | Câu chuyện tình đời | Minh                 | VTV9    |

### Phim điện ảnh
| Năm  | Tựa phim                    | Vai diễn           | Đóng với                                       |
| ---- | --------------------------- | ------------------ | ---------------------------------------------- |
| 2014 | Năm sau con lại về          | Mạnh Ruồi          | Hoài Linh, Nhật Cường, Lê Khánh,...            |
| 2014 | Bí Mật Lại Bị Mất           | Cao Bồi            | Lý Hải, Nhật Cường, Trấn Thành,...             |
| 2015 | Sơn Đẹp Trai                | Tý Lác             | Bằng Kiều, Kiều Minh Tuấn, Lan Khuê,...        |
| 2015 | Lật Mặt                     | Toàn               | Lý Hải, Kim Xuân, Võ Thành Tâm,...             |
| 2015 | 49 Ngày                     | Đông               | Nhã Phương, Hoàng Phi, Khả Như,...             |
| 2015 | Già Gân, Mỹ Nhân và Găng Tơ | Tám Tít            | Hoài Linh, Tóc Tiên, Đức Thịnh,...             |
| 2016 | Taxi, em tên gì?            | Thượng Phong       | Angela Phương Trinh, Khánh Hiền, Đức Thịnh,... |
| 2017 | 49 ngày 2                   | Đông               | Nhã Phương, Ngô Kiến Huy, Hari Won,...         |
| 2018 | Siêu Sao Siêu Ngố           | Thế Sơn / Thế Tùng | Sam, Đức Thịnh, Thanh Thuý,...                 |
| 2020 | 30 chưa phải Tết            | Huỳnh Hữu Hân      | Mạc Văn Khoa                                   |

Phim Web Drama
| Năm  | Tựa phim           | Vai diễn      | Đóng với |
| ---- | ------------------ | ------------- | --- |
| 2023 | Chủ tịch giao hàng | Bùi Ban Bường | NSND Tạ Minh Tâm, Hồng Đào, Đại Nghĩa, NSUT Đỗ Đức Thịnh, Thanh Thúy, Nhã Phương, Nam Thư, Khả Như, Puka, Gin Tuấn Kiệt, Tiểu Vy, HIEUTHUHAI, Kiều Minh Tuấn, Ngô Kiến Huy, Lê Dương Bảo Lâm, Cris Phan, Duy Khánh, Misthy, Xuân Nghị, Phát La và một số diễn viên khác,... |

## DVD
- Mười Khó Không Còn Khó
- Vợ Ơi, Anh Muốn Có Chồng
- Liveshow Chàng Hề Xứ Quảng

## Các tiết mục biểu diễn tại hải ngoại

### Biểu diễn tạiParis By Night
| STT | Tiết mục                                            | Thể hiện với                           | Chương trình       | Năm  |
| --- | --------------------------------------------------- | -------------------------------------- | ------------------ | ---- |
| 1   | Thần chém thần gió (Trường Giang) – Ông Mười Khó    | Chí Tài                                | Paris By Night 116 | 2015 |
| 2   | Fan cuồng (Trường Giang) – Vệ sĩ                    | Hoài Linh, Chí Tài, Đức Huy            | Paris By Night 118 | 2016 |
| 3   | Thần tiên cũng nổi điên (Trường Giang) – Ông Địa    | Hoài Linh, Chí Tài, Hoài Tâm, Thúy Nga | Paris By Night 119 | 2016 |
| 4   | Muộn màng (Trường Giang) – Nghĩa                    | Hoài Linh, Chí Tài, Thanh Hằng         | Paris By Night 119 | 2016 |
| 5   | Kế hoạch hoàn hảo (Huỳnh Tấn Khoa) – Ông Mười Khó   | Hoài Linh, Chí Tài, Hoài Tâm, Thúy Nga | Paris By Night 120 | 2016 |
| 6   | Những ước mơ nhỏ nhoi (Trường Giang) – Ông Mười Khó | Hoài Linh, Chí Tài                     | Paris By Night 120 | 2016 |

### Liveshow tại hải ngoại
- Mười Khó đại náo USA
- Liveshow Qua Tây lấy Dzợ

## Giải thưởng
| Stt | Năm  | Giải thưởng                     | Hạng mục                                                | Đề cử cho                   | Kết Quả   |
| --- | ---- | ------------------------------- | ------------------------------------------------------- | --------------------------- | --------- |
| 1   | 2014 | POPS Awards 2014                | Video hài kịch có lượt xem nhiều nhất                   | Hài vật vã                  | Đoạt giải |
| 2   | 2015 | HTV Awards                      | Nghệ sĩ hài được yêu thích nhất                         | Bản thân                    | Đoạt giải |
| 3   | 2015 | Giải Mai Vàng lần thứ 21 - 2015 | Nghệ sĩ hài được yêu thích nhất                         | Bản thân                    | Đoạt giải |
| 4   | 2015 | Giải Mai Vàng lần thứ 21 - 2015 | Nam diễn viên sân khấu được yêu thích nhất              | Bản thân                    | Đoạt giải |
| 5   | 2015 | Giải Mai Vàng lần thứ 21 - 2015 | 10 nghệ sĩ của năm                                      | Bản thân                    | Đoạt giải |
| 6   | 2016 | Youtube Rewind                  | Nút Play mạ bạc                                         | Kênh Youtube                | Đoạt giải |
| 7   | 2016 | VTV Awards                      | Nghệ sĩ hài ấn tượng                                    | Bản thân                    | Đoạt giải |
| 8   | 2016 | Giải Mai Vàng lần thứ 22 - 2016 | Người dẫn chương trình được yêu thích nhất              | Bản thân                    | Đoạt giải |
| 9   | 2016 | Giải Mai Vàng lần thứ 22 - 2016 | Nam diễn viên điện ảnh, truyền hình được yêu thích nhất | Bản thân                    | Đoạt giải |
| 10  | 2016 | Giải Mai Vàng lần thứ 22 - 2016 | Nghệ sĩ hài được yêu thích nhất                         | Bản thân                    | Đoạt giải |
| 11  | 2016 | Giải Mai Vàng lần thứ 22 - 2016 | Nam diễn viên sân khấu được yêu thích nhất              | Bản thân                    | Đoạt giải |
| 12  | 2016 | Giải Mai Vàng lần thứ 22 - 2016 | 10 nghệ sĩ của năm                                      | Bản thân                    | Đoạt giải |
| 13  | 2017 | Ngôi Sao Xanh                   | Nam diễn viên được yêu thích do khán giả bình chọn      | Bản thân                    | Đoạt giải |
| 14  | 2017 | Ngôi Sao Xanh                   | Nam diễn viên xuất sắc do hội đồng nghệ thuật bình chọn | Bản thân                    | Đoạt giải |
| 15  | 2017 | POPS Awards 2017                | Kênh hài của năm                                        | Kênh hài trên Popsworldwide | Đoạt giải |
| 16  | 2017 | Giải Mai Vàng lần thứ 23 - 2017 | Nam diễn viên sân khấu được yêu thích nhất              | Bản thân                    | Đoạt giải |
|     | 2017 | Giải Mai Vàng lần thứ 23 - 2017 | Người dẫn chương trình truyền hình                      | Ca sĩ giấu mặt              | Đề cử     |
| 17  | 2017 | Giải Mai Vàng lần thứ 23 - 2017 | Nghệ sĩ hài được yêu thích nhất                         | Bản thân                    | Đoạt giải |
| 18  | 2017 | Giải Mai Vàng lần thứ 23 - 2017 | 10 nghệ sĩ của năm                                      | Bản thân                    | Đoạt giải |
| 19  | 2018 | Ngôi Sao Xanh                   | Nam diễn viên được yêu thích do khán giả bình chọn      | Bản thân                    | Đoạt giải |
| 20  | 2019 | POPS Awards 2019                | Giải thành tựu                                          | Bản thân                    | Đoạt giải |
| 21  | 2019 | Youtube Rewind                  | Nút Play mạ vàng                                        | Kênh Youtube                | Đoạt giải |

## Chương trình thực tế tự sản xuất
| Năm  | Chương trình                              |
| ---- | ----------------------------------------- |
| 2019 | Muốn ăn phải lăn vào bếp (mùa 1)          |
| 2020 | Muốn ăn phải lăn vào bếp (mùa 2 và mùa 3) |
| 2021 | Muốn ăn phải lăn vào Tết                  |
| 2021 | Vào bếp cùng Giang                        |
| 2022 | Muốn ăn phải lăn vào bếp (mùa 4)          |
| 2022 | Nhà trọ Destiny (mùa 1)                   |
| 2023 | Nhà trọ Destiny (mùa 2)                   |
| 2024 | Khách hàng là thượng đế                   |